# 홈플러스 (기업)
홈플러스 주식회사는 대형 할인점 홈플러스와 홈플러스 익스프레스를 운영하고 있는 대한민국 자본의 대한민국 유통 기업이다.

## 개요
1999년에 기존 홈플러스 점포를 운영하던 삼성물산과 영국의 대형 유통업체 테스코(TESCO)가 출자한 네덜란드의 법인인 테스코 홀딩스가 1대 1로 합작해 삼성테스코를 설립하였다. 지분이 사실상 외국계 자본이었므로 사실상 외국 회사였지만, 삼성의 높은 브랜드가치를 활용하기 위해 2011년 2월 28일까지 삼성 브랜드를 사용하였다. 하지만 이를 위해 삼성측에 일정액의 로열티를 지급하고 있었으나, 삼성물산이 테스코에 거의 대부분의 지분을 매각하면서 이도 중단되었으며, 2011년 3월 1일 회사 명칭에서 삼성을 삭제하고 홈플러스 주식회사로 회사명을 변경하였다. 2011년 7월 1일 삼성물산은 홈플러스테스코에 나머지 지분을 계속으로 전부 매각하였다.
최근 급성장한 외국계 기업 중 하나로, 2009년 기준 대한민국에 진출한 외국계 기업 규모 순위는 자산액으로는 7위, 매출액으로는 3위로 금융권을 제외하고는 가장 높았다.
한편 2008년에 이랜드로부터 홈에버를 인수하는 과정에서 '홈플러스테스코'라는 별도 법인을 설립하여 구 홈에버 점포 중 일부를 운영하고 있으며, 운영 및 관리하는 구조도 별개여서, 일반적으로 알려져 있는 홈플러스는 홈플러스 주식회사와 홈플러스테스코로 나뉘어 운영되고 있다. 홈플러스테스코에서 운영하는 홈플러스 매장 외벽에는 TESCO 상표가 붙어 있지 않는 것이 특징이다. 2011년 11월 22일: 홈플러스 365 편의점 1호 출점 하였다. 2018년 6월 27일 대구점 6월 28일 서부산점부터 홈플러스 스페셜이라는 일반 창고형 매장으로 리모델링이 될 것이다.

## 연혁
- 1997년 9월: 삼성물산 유통부문, 홈플러스 1호점 대구점 오픈
- 1999년 4월: 삼성테스코 출범
- 2000년 8월: 최초의 합작 1호점 안산점 오픈
- 2001년 7월: 홈플러스 PB · 상품권 본격 출시
- 2001년 8월: 환경경영 선언
- 2001년 10월: 전 점포 지식경제부 서비스 품질 우수 기업 인증 취득, 유통업계 최단기간 최소점포 매출 1조 돌파
- 2002년 11월: 패밀리카드(Family Card) 발행시작
- 2003년 4월: 아시아 최대 규모인 목천 물류 서비스 센터 오픈
- 2003년 11월: 바른 외국기업상 수상 (경제정의실천시민연합)
- 2004년 6월: 슈퍼체인 익스프레스 1호점 중계점 오픈
- 2005년 3월: 아람마트 인수
- 2005년 7월: 함안 신선 물류 서비스 센터 오픈
- 2008년 5월: 홈에버 인수
- 2011년 3월 1일: 홈플러스 주식회사로 사명 변경
- 2011년 7월 1일: 삼성물산, 지분(5.32%) 매각
- 2011년 11월 22일: 홈플러스 365 편의점 1호 출점[4]
- 2018년 6월 27일: 홈플러스 스페셜 1호 대구점 출점
- 2018년 6월 27일: 홈플러스 스페셜 2호 서부산점 출점
- 2025년 3월: 기업회생절차 개시 결정[5]

## 같이 보기
- 이마트
- 롯데마트